# Johann Heinrich Abicht

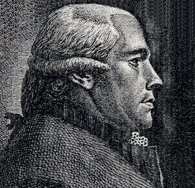
J.H. Abicht

Johann Heinrich Abicht (* 4. Mai 1762 in Volkstedt (heute Stadtteil von  Rudolstadt); † 28. April 1816 in Wilna) war ein deutscher Philosoph, dessen Philosophie deutlich von Immanuel Kant, später von Karl Leonhard Reinhold beeinflusst war. Sein Sohn war der Mediziner Adolf Abicht.

## Leben
Johann Heinrich Abicht besuchte in Rudolstadt das Gymnasium und ab 1781 die Universität Erlangen. Im Jahre 1786 wurde er dort zum Doktor der Philosophie, 1790 Adjunkt an der dortigen philosophischen Fakultät und 1796 ordentlicher Professor der Philosophie. Er lehrte Logik, Metaphysik, Psychologie, Ethik, Naturrecht und Pädagogik. Im Jahre 1796 gewann er für seine Schrift Über die Fortschritte der Metaphysik seit Leibnitzens und Wolffs Zeiten einen Preis an der Königlichen Akademie in Berlin.
Aufgrund seiner wissenschaftlichen Errungenschaften und seines guten Rufes als Wissenschaftler und Pädagoge wurde er 1804 an die neu eingerichtete Universität Vilnius berufen, wo er Vorlesungen zur Logik und Metaphysik hielt. Sowohl die Universität als auch der Kurator gewährten seine Bitte nicht, seine Vorlesungen auf Deutsch zu halten, sodass er sie auf Latein halten musste.
In den Jahren 1804 bis 1806 beteiligte er sich zudem bei der Entwicklung der Universitätsstatuten. In den folgenden Jahren bemühte er sich immer wieder um die Erhöhung der Stundenzahl für sein Fach und führte zum Teil polemische Auseinandersetzungen mit dem damaligen Rektor Jan Śniadecki.

## Publikationen
- De philosophiae Kantianae ad theologiam habitu, 1788
- Versuch einer Metaphysik des Vergnügens nach Kantischen Grundsätzen zur Grundlegung einer systematischen Thelematologie und Moral 1789
- Philosophie der Erkenntnisse, 1791
- Hermias, oder Auflösung der die gültige Elementarphilosophie betreffenden Aenesidemischen Zweifel, 1794
- Neues philosophisches Magazin zur Erläuterung und Anwendung des Kantischen Systems, 1789–90, zusammen mit Friedrich Gottlob Born.
- Philosophisches Journal, 4 Bände, 1794–95, Mitarbeit
- Initia Philosophiae proprie sic dictae Liber I, Psychologiae partem primam continens, Vilnius 1814
- Selected writings from Vilnius period (1804-1816), edited by Tomasz Kupś, Dariusz Pakalski, Joanna Usakiewicz ; introduction Tomasz Kupiś, Anna Szyrwińska-Hörig, Dalius Viliūnas, Toruń : Wydawnictwo Naukowe Uniwersytetu Mikołaja Kopernika, 2024, ISBN 978-83-231-5189-0